# Carinodes subspinosus
Carinodes subspinosus là một loài tò vò trong họ Ichneumonidae.